# Д-74
122-мм причіпна гармата Д-74 — гармата корпусної артилерії СРСР. Розроблена наприкінці 1940-х років, перебувала на озброєнні Радянської армії і широко експортувалася. Деяка кількість гармат була вироблена за ліцензією в Китайській Народній Республіці під назвою 122-мм польова гармата Тип 60.
Гармата була розроблена в ОКБ-9 у 1947—1950 роках і призначалася для заміни в корпусній артилерії 122-мм гармати зр. 1931/37 рр.. Для Д-74 використовувався боєприпас від танковій гармати М-62 та використовувалася гільза, аналогічна 130-мм. Д-74 встановлена на лафет від гаубиці-гармати Д-20.
Серійне виробництво Д-74 було розпочато у 1955 року, а перші серійні гармати були прийняті армією 1956 року.

## Бойове застосування

### Російсько-українська війна
За повідомленням російського Міністерства оборони їх артилеристи використовують гармати Д-74 на Вугледарському напрямку російського вторгнення в Україну восени 2024 р.

## Модифікації
- Тип 59-1 — китайська модифікація Д-74 під калібр 130 мм.

## На озброєнні
- Алжир — 25 орудій, станом на 2016 рік
- В'єтнам — деяка кількість, станом на 2016 рік
- Зімбабве — 16 одиниць Тип 60 (копія Д-74), станом на 2016 рік
- Китай — деяка кількість, станом на 2016 рік
- КНДР — деяка кількість, станом на 2016 рік
- Мавританія — 24 орудія, станом на 2016 рік
- Нігерія — 37 одиниць Д-74 разом з Д-30, станом на 2016 рік
- Росія — деяка кількість, станом на 2024 рік
- Судан — деяка кількість, станом на 2016 рік

### Колишні оператори
- Болгарія — деяка кількість, знята з озброєння
- Угорщина — деяка кількість, знята з озброєння
- НДР — деяка кількість, перейшла до ФРН/знята з озброєння
- Єгипет — деяка кількість, знята з озброєння
- ДР Конго — деяка кількість Тип 60, станом на 2010 рік
- Куба — можливо, деяка кількість, знята з озброєнняя
- Лівія — 60 орудій, станом на 2010 рік
- Польша — деяка кількість, знята з озброєння
- Сомалі — 10 одиниць Д-74, поставлені з Радянського Союзу у 1974 році